# Girolamo Alessandro Biaggi
Girolamo Alessandro Biaggi (Calcio, 2 febbraio 1819 – Firenze, 21 marzo 1897) è stato un compositore, critico musicale e didatta italiano.
Fu allievo di Nicola Vaccaj e Alessandro Rolla. Fondò nel 1847 L'Italia musicale, rivista settimanale pubblicata dall'editore Lucca, che diresse fino al 1848, quando lasciò l'Italia per ragioni politiche. Dopo il suo rientro, nel 1860, collaborò a numerosi giornali e riviste tra cui La Nazione (1866-1895). Fu docente di estetica musicale e storia della musica presso il Conservatorio di Firenze.
Come critico musicale, adottò posizioni di stampo conservatore.
Compose due opere liriche, di cui scrisse anche i versi, un requiem e alcune arie da camera.

## Opere liriche
- Don Desiderio disperato per eccesso di buon cuore, Milano, 1839
- Martino della Scala, Messina, 1856

## Scritti teorici e didattici
- Della musica religiosa e delle questioni inerenti, Milano, editore Lucca, 1856
- Istradamento pratico alla lettura della musica, Milano, editore Lucca, 1861